# Meilleur défenseur de l'année de Serie A
 (février 2024).
Si vous disposez d'ouvrages ou d'articles de référence ou si vous connaissez des sites web de qualité traitant du thème abordé ici, merci de compléter l'article en donnant les références utiles à sa vérifiabilité et en les liant à la section « Notes et références ».
Le titre de meilleur défenseur de Serie A (italien : Migliore difensore) est un trophée annuel organisée par l'Associazione Italiana Calciatori (Association italienne des footballeurs) donné au Défenseur évoluant dans le championnat d'Italie ayant effectué les meilleures prestations.
À partir de 2011 le prix n'est plus décerné, remplacé par l'équipe type où figurent quatre défenseurs.

## Vainqueurs
| année | Joueur                          | Club                 |
| ----- | ------------------------------- | -------------------- |
| 2000  | Alessandro Nesta                | Lazio                |
| 2001  | Alessandro Nesta                | Lazio                |
| 2002  | Alessandro Nesta                | Lazio                |
| 2003  | Alessandro Nesta                | Milan                |
| 2004  | Paolo Maldini                   | Milan                |
| 2005  | Fabio Cannavaro                 | Juventus             |
| 2006  | Fabio Cannavaro                 | Juventus             |
| 2007  | Marco Materazzi                 | Inter Milan          |
| 2008  | Giorgio Chiellini               | Juventus             |
| 2009  | Giorgio Chiellini               | Juventus             |
| 2010  | Walter Samuel Giorgio Chiellini | Inter Milan Juventus |